# Ecnomus gapit
Ecnomus gapit är en nattsländeart som beskrevs av Cartwright 1994. Ecnomus gapit ingår i släktet Ecnomus och familjen trattnattsländor. Inga underarter finns listade i Catalogue of Life.